# 카르디차현
카르디차현은 그리스 테살리아주 남서부에 있는 현이다. 농경이 주를 이루는 지역이다. 현의 명칭은 중심 도시 카르디차에서 따왔다. 현 북쪽에는 트리칼라현, 동쪽에는 라리사현, 남동쪽에는 프티오티스현, 남서쪽에는 에톨로아카르나니아현과 에브리타니아현, 서쪽에는 아르타현이 있다. 카르디차현의 서쪽 지역은 핀도스산맥 산지로 이루어져 있다. 현내 주요 하천은 남쪽의 메그도바스강과 북쪽의 피니오스강이 있다. 